# Herbert Skowronek
Herbert Skowronek (* 7. Dezember 1953) ist ein ehemaliger deutscher Fußballspieler. In der höchsten Spielklasse des DDR-Fußballs, der Oberliga, spielte er für die BSG Chemie Buna Schkopau. 

## Sportliche Laufbahn
Im Alter von 20 Jahren kam der Schlosser Skowronek im Sommer 1974 von der Betriebssportgemeinschaft Rotation Merseburg zu Chemie Buna Schkopau, der BSG des VEB Chemische Werke Buna. Während die Elf von Rotation damals noch nicht einmal in der drittklassigen Bezirksliga antrat, war Buna Schkopau seit einem Jahr in der zweithöchsten Spielklasse des DDR-Fußballs, der Liga, vertreten. Skowronek agierte zunächst bis November 1978 für die BSG Chemie im ostdeutschen Unterhaus. Anschließend wurde er zur Nationalen Volksarmee eingezogen und konnte für die unterklassige 2. Mannschaft der Armeesportgemeinschaft Vorwärts Dessau Fußball spielen.
Nach seiner Entlassung im April 1980 kehrte er nach Schkopau zurück und stieg nach einem Jahr mit der Mannschaft von Chemie Buna überraschend in die Oberliga auf. An diesem Erfolg war der 1,74 Meter große Skowronek mit einem Tor in 20 Einsätzen bei 30 ausgetragenen DDR-Ligaspielen beteiligt. In der Oberligasaison 1981/82 plante Trainer Olaf Keller mit Skowronek als Vorstopper. Er bestritt auf dieser Position die ersten sechs Punktspiele, musste dann aber verletzungsbedingt bis zum Februar 1982 pausieren. Danach kam er noch in zehn Oberligaspielen als Vorstopper zum Einsatz. In seinen 16 Spielen mussten die Schkopauer 53 Gegentore (mehr als drei pro Spiel) hinnehmen. Am Saisonende hatte Chemie Buna ein Torverhältnis von 21:77 und stieg als schlechteste Mannschaft nach einem Jahr wieder aus der Oberliga ab. Anschließend bestritt Skowronek noch fünf Spielzeiten mit Schkopau in der DDR-Liga. Im Laufe der Saison 1986/87 beendete er 33-jährig seine Laufbahn als Leistungsfußballspieler.